# Byturidae
Byturidae, tiếng Anh thường gọi là Fruitworms là một họ bọ Cánh cứng trong phân bộ Polyphaga. Ấu trùng phát triển trong quả. Byturus unicolor tác động tới các loài Rubus và Geum, còn ấu trùng của Byturus tomentosus (bọ mâm xôi) ăn các loại cây mâm xôi.
Có hai phân họ: Platydascillinae và Byturinae. Byturinae phân bố miền Toàn bắc. Các loài Platydascillinae có ở đông nam Á.

## Hình ảnh

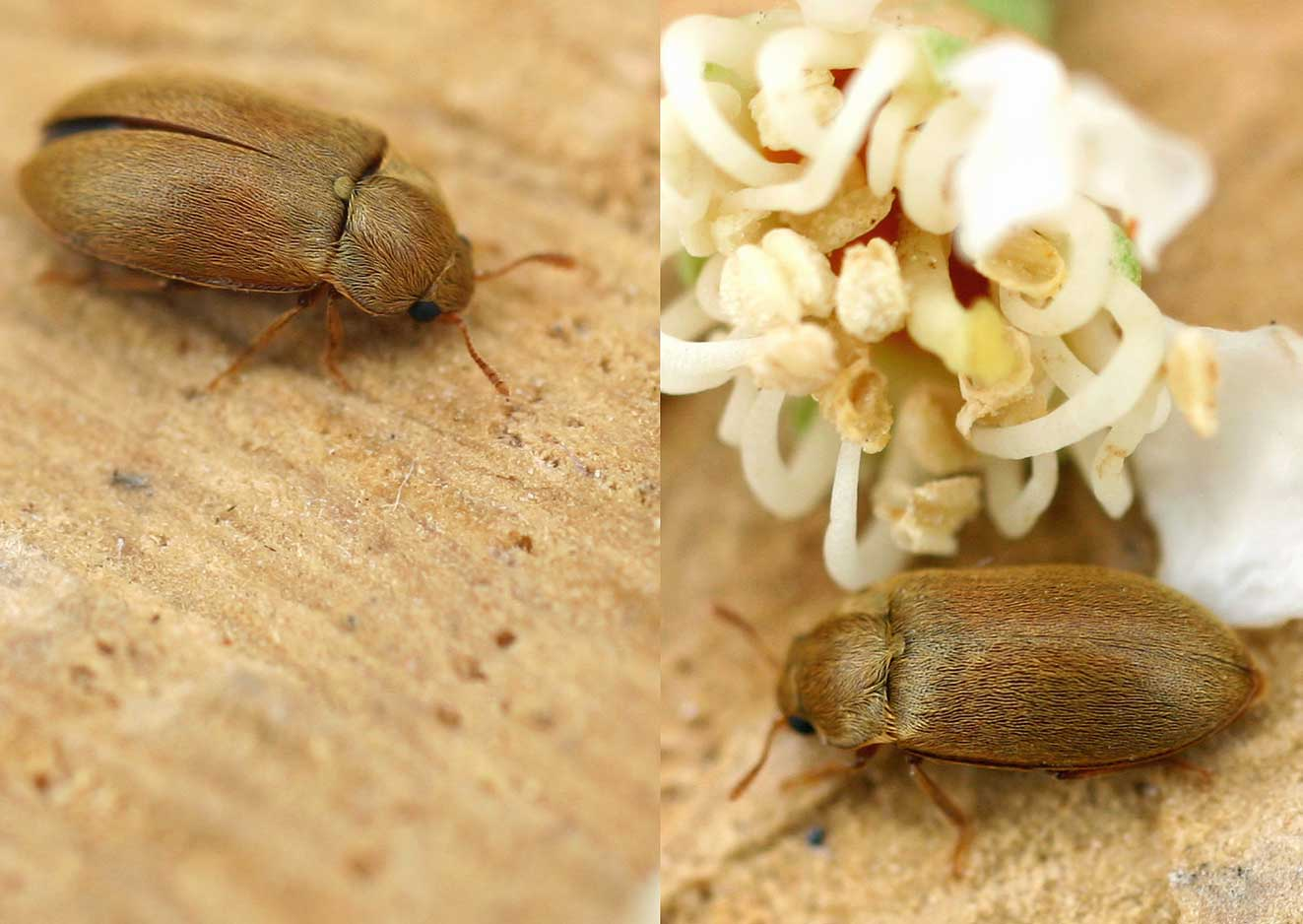
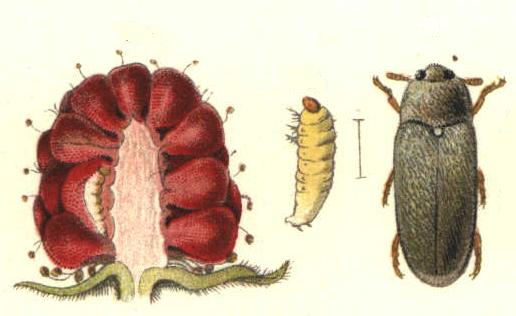